# Stack Overflow (Website)
Stack Overflow (englisch für Stapelüberlauf) ist eine Internetplattform für Softwareentwickler, die es Nutzern ermöglicht, Fragen zu stellen und zu beantworten. Dem Gamification-Konzept folgend, erhält ein Nutzer für gute Fragen und Antworten zusätzliche Privilegien wie die Möglichkeit, Fragen und Antworten zu bewerten oder weniger Werbung zu sehen.

## Geschichte
Stack Overflow wurde 2008 von Jeff Atwood und Joel Spolsky programmiert. Ihre Intention war es, das versteckte Wissen, das in verschiedenen Foren und Büchern zu finden war, zu sammeln und auf einer Webseite bereitzustellen.
Alle Fragen und Antworten stehen auf Stack Overflow unter einer Creative-Commons-Lizenz und können daher von jedem verwendet werden.
Ein Jahr nach der Eröffnung von Stack Overflow führten die Entwickler eine Auszeitfunktion für Benutzer ein, die nicht willig sind, sich die Regeln der Community anzueignen oder aus ihren Fehlern nicht lernen wollten.
Im Mai 2010 trieben die Gründer von Stack Overflow in einer ersten Finanzierungsrunde ein Kapital von rund 6 Millionen US-Dollar zusammen; zu diesem Zeitpunkt erreichte die Seite bereits 7,1 Millionen verschiedene Nutzer pro Monat.
Seit Mitte 2010 ist es mithilfe des Stack Exchange Data Explorer möglich, Daten von Stack Overflow und anderen Seiten des Stack-Exchange-Netzwerks zu analysieren und abzufragen, seit 2016 ist das über den Google-Dienst BigQuery möglich.
Seit 2011 erstellt Stack Overflow jährlich einen sogenannten Stack Overflow Annual Developer Survey, einen jährlichen Entwicklungsbericht, in dem die Benutzer von Stack Overflow unter anderem zu ihren Programmiersprachen, ihrem Tätigkeitsfeld, ihrer Beteiligung zu Open-Source-Projekten und anderen Dingen befragt werden.
Am 20. März 2017 wurde die 10 Millionste Frage bei Stack Overflow gestellt, im Januar 2018 erreichte der Softwareentwickler Jon Skeet als erste Person eine Reputation von einer Million.
Am 2. Juni 2021 wurde bekannt, dass die Investmentfirma Prosus, eine Tochtergesellschaft von Naspers, Stack Overflow für 1,8 Milliarden US-Dollar übernehmen wird.

## Verwendung
Bei Stack Overflow handelt es sich um eine Plattform, auf der angemeldete Benutzer Fragen zum Thema Softwareentwicklung stellen können, die von anderen Nutzern beantwortet werden können. Die gestellten Fragen sowie die gegebenen Antworten sind auf Stack Overflow auch ohne Anmeldung für jedermann einsehbar. Die von Nutzern eingestellten Inhalte stehen unter der Creative-Commons-Lizenz „Namensnennung-Weitergabe unter gleichen Bedingungen“. Stack Overflow ist Ursprung und größte Seite des Stack-Exchange-Netzwerks, das inzwischen sehr viele verschiedene Frage-Antwort-Webseiten enthält.
Die gegebenen Antworten können von Nutzern bewertet werden. Die Antworten können nach Bewertung sortiert angezeigt werden. Zusätzlich hat der Fragensteller die Möglichkeit, eine gegebene Antwort als beste Lösung für sein Problem zu kennzeichnen. Nutzer verdienen, wenn z. B. eine gegebene Antwort als gut bewertet wird, Ansehenspunkte (reputation points).
Stack Overflow hat zehn Millionen registrierte Nutzer, über 15 Millionen gestellte Fragen und 23 Millionen Antworten. Basierend auf den Tags, die den Fragen zugewiesen werden, sind die verbreitetsten Themen JavaScript, Java, Python und C# (Stand: September 2020).

## Technik
Stack Overflow ist in C# mit dem ASP.NET MVC Model View Controller Framework geschrieben und verwendet einen Microsoft SQL Server als Datenbank.

## Kritik
Stack Overflow gilt bei vielen, vor allem neuen Nutzern, als toxisch oder elitär. Fragen, die nicht den hohen Anforderungen der Plattform entsprechen, erhalten meist negative Bewertungen und abfällige Kommentare. Das Problem ist der Firma bereits seit 2012 bekannt.

## Hackerangriff
Am 16. Mai 2019 gab Stack Overflow bekannt, Opfer eines Hackerangriffs geworden zu sein. Laut eigenen Angaben soll der Angriff fünf Tage zuvor, am 11. Mai 2019 stattgefunden haben, allerdings soll es den Hackern nicht gelungen sein, auf Kundendaten zugreifen zu können.